# Leggi di Fresnel
Le leggi di Fresnel, dedotte da Augustin-Jean Fresnel (pronuncia IPA: [freˈnɛl]), descrivono insieme alle leggi di Snell il comportamento della luce quando attraversa una superficie che divide due mezzi con diversi indici di rifrazione.
In particolare grazie alle leggi di Fresnel è possibile calcolare come l'intensità di un raggio luminoso incidente su una superficie viene ripartita tra il raggio riflesso e il raggio rifratto.
La riflessione della luce espressa dalle leggi è detta riflessione di Fresnel.

## Riflessione e rifrazione
Quando la luce si sposta da un mezzo con un dato indice di rifrazione {\displaystyle n_{1}} verso un secondo mezzo con indice {\displaystyle n_{2}}, possono verificarsi sia la riflessione che la rifrazione dell'onda luminosa stessa.
Nella figura a destra, un raggio di luce incidente PO colpisce sul punto O l'interfaccia tra due mezzi con indici di rifrazione {\displaystyle n_{1}} e {\displaystyle n_{2}}. Parte del raggio viene riflessa come raggio OQ e parte viene rifratta seguendo la traiettoria OS. Gli angoli che l'onda incidente, riflessa e rifratta formano con la normale all'interfaccia sono {\displaystyle \theta _{i},\theta _{r}} e {\displaystyle \theta _{t}}, rispettivamente. Le relazioni tra questi angoli sono date dalla legge della riflessione e dalla legge di Snell.

## Coefficiente di riflessione
Il coefficiente di riflessione o riflettività spettrale è il rapporto tra le intensità della radiazione riflessa ({\displaystyle I_{r}}) e della radiazione incidente ({\displaystyle I_{i}}):
{\displaystyle R={\frac {I_{r}}{I_{i}}}}
Il suo valore dipende dalla polarizzazione del raggio incidente, che viene separato in due componenti con polarizzazione perpendicolare tra loro:

### Polarizzazione S (Campo elettrico)
Una componente è polarizzata con il campo elettrico dell'onda perpendicolare al piano di propagazione (dato dalla direzione di propagazione dell'onda incidente e dalla normale all'interfaccia) — situazione detta polarizzazione S (da senkrecht, parola tedesca che significa perpendicolare) o TE (dalla lingua inglese: transverse electric) — il suo coefficiente di riflessione è dato da: 
{\displaystyle R_{s}=\left[{\frac {\sin(\theta _{t}-\theta _{i})}{\sin(\theta _{i}+\theta _{t})}}\right]^{2}=\left[{\frac {n_{1}\cos(\theta _{i})-n_{2}\cos(\theta _{t})}{n_{1}\cos(\theta _{i})+n_{2}\cos(\theta _{t})}}\right]^{2}=\left[{\frac {n_{1}\cos {\theta _{i}}-n_{2}{\sqrt {1-\left({\frac {n_{1}}{n_{2}}}\right)^{2}\sin ^{2}{\theta _{i}}}}}{n_{1}\cos {\theta _{i}}+n_{2}{\sqrt {1-\left({\frac {n_{1}}{n_{2}}}\right)^{2}\sin ^{2}{\theta _{i}}}}}}\right]^{2}}

È importante ricordare che tale formula per il coefficiente di riflessione è valida solo nel caso in cui si considerano entrambi i mezzi in cui si propaga l'onda non magnetici, cioè caratterizzati da permeabilità relativa {\displaystyle \mu _{r_{1}}=\mu _{r_{2}}=1}.

### Polarizzazione P (campo magnetico)
L'altra componente ha invece il campo magnetico che oscilla perpendicolarmente al piano di propagazione (di conseguenza, il campo elettrico è parallelo a tale piano) — situazione chiamata polarizzazione P o TM (dall'inglese transverse magnetic) — il coefficiente {\displaystyle R} è pari a:
{\displaystyle R_{p}=\left[{\frac {\tan(\theta _{i}-\theta _{t})}{\tan(\theta _{i}+\theta _{t})}}\right]^{2}=\left[{\frac {n_{1}\cos(\theta _{t})-n_{2}\cos(\theta _{i})}{n_{1}\cos(\theta _{t})+n_{2}\cos(\theta _{i})}}\right]^{2}=\left[{\frac {n_{1}{\sqrt {1-\left({\frac {n_{1}}{n_{2}}}\right)^{2}\sin ^{2}{\theta _{i}}}}-n_{2}\cos(\theta _{i})}{n_{1}{\sqrt {1-\left({\frac {n_{1}}{n_{2}}}\right)^{2}\sin ^{2}{\theta _{i}}}}+n_{2}\cos(\theta _{i})}}\right]^{2}}

È importante ricordare che tale formula per il coefficiente di riflessione è valida solo nel caso in cui si considerano entrambi i mezzi in cui si propaga l'onda non magnetici, cioè caratterizzati da permeabilità relativa {\displaystyle \mu _{r_{1}}=\mu _{r_{2}}=1}.

### Angolo di Brewster e angolo critico
A un particolare angolo che dipende da {\displaystyle n_{1}} e {\displaystyle n_{2}}, il valore di {\displaystyle R_{p}} per la polarizzazione P può annullarsi: quella componente è totalmente rifratta, e il raggio riflesso è polarizzato S, con direzione quindi perpendicolare al piano di incidenza. Questo angolo è chiamato angolo di Brewster, e il fenomeno prende nome di rifrazione totale.
Il valore di questo angolo può essere calcolato con:
{\displaystyle \theta _{i}=\arctan {\frac {n_{2}}{n_{1}}}}
che nel caso del passaggio da aria o vuoto a vetro risulta circa 56°.
Se {\displaystyle n_{1}>n_{2}} (ad esempio quando si passa da un materiale più denso ad uno meno denso), sopra un angolo di incidenza noto come angolo critico, tutta la luce viene riflessa e {\displaystyle R_{s}=R_{p}=1}. Questo fenomeno è noto come riflessione interna totale. Per il vetro nell'aria, l'angolo critico è circa pari a 41°.

## Coefficiente di trasmissione
Il coefficiente di trasmissione è il rapporto tra le intensità della radiazione trasmessa ({\displaystyle I_{t}}) e della radiazione incidente ({\displaystyle I_{i}}):
{\displaystyle T={\frac {I_{t}}{I_{i}}}}
Dato che il raggio incidente si divide in raggio riflesso e raggio rifratto, vale l'equazione:
{\displaystyle I_{i}=I_{r}+I_{t}}
da cui:
{\displaystyle {\frac {I_{r}}{I_{i}}}+{\frac {I_{t}}{I_{i}}}=R+T=1}
Quindi il coefficiente di trasmissione può essere calcolato da quello di riflessione, per entrambe le polarizzazioni:
{\displaystyle T_{s}=1-R_{s}}
{\displaystyle T_{p}=1-R_{p}}

## Equazioni semplificate
Quando la luce è a un'incidenza quasi normale rispetto all'interfaccia ({\displaystyle \theta _{i}\approx \theta _{t}\approx 0}), i coefficienti di trasmissione e di riflessione si semplificano: 
{\displaystyle R=R_{s}=R_{p}=\left({\frac {n_{1}-n_{2}}{n_{1}+n_{2}}}\right)^{2}}
{\displaystyle T=T_{s}=T_{p}=1-R={\frac {4n_{1}n_{2}}{\left(n_{1}+n_{2}\right)^{2}}}}
Per il vetro comune, il coefficiente di riflessione è circa del 4% (circa il 4% di un'onda incidente viene riflessa). È da notare che la riflessione per una finestra avviene da entrambe le superfici; il coefficiente di riflessione combinato è in questo caso {\displaystyle 2{\tfrac {R}{1+R}}}, quando si trascura l'interferenza.
In realtà, quando la luce compie riflessioni multiple tra due superfici parallele, i raggi interferiscono l'uno con l'altro e le superfici agiscono da interferometro di Fabry-Pérot. Questo effetto è responsabile del colore che si deve nei film sull'acqua, ed è utilizzato nell'ottica per costruire copertura antiriflesso che abbassano la riflessione.

## Validità delle leggi di Fresnel
Gli indici di rifrazione variano a seconda della lunghezza d'onda, perciò tutto quanto detto finora deve essere applicato tenendo conto di questo fatto.
Bisogna notare che la discussione svolta qui sopra suppone che la permeabilità magnetica
{\displaystyle \mu } sia uguale alla permeabilità del vuoto {\displaystyle \mu _{0}} in entrambi i mezzi. Questo è vero nella maggior parte dei mezzi dielettrici, ma non per altri tipi di materiali. Le equazioni complete di Fresnel risultano quindi più complicate.
Inoltre, perché queste leggi siano applicabili si suppone che la magnetizzazione {\displaystyle \mathbf {M} }, il campo elettrico {\displaystyle \mathbf {E} } tangenziale alla superficie e il campo magnetico {\displaystyle \mathbf {H} } normale alla superficie siano uniformi.